# Erich von Stroheim
Erich von Stroheim (22. září 1885 – 12. května 1957) byl rakouský židovský filmový režisér, herec a hvězda němé éry.

## Biografie
Narodil se 22. září 1885 ve Vídni, jako syn Johanny Bondyové a Benna Stroheima, kloboučníka z Glivic (dnes v Polsku). Jeho matka byla členkou vídeňské židovské obce. Později jím samotným šířená biografie líčí, jak „horkokrevný mladý Erich“ po prostopášnostech a souboji mohl vycestovat jen díky jednomu strýci a pod podmínkou, že se do Rakouska již nevrátí. I to tvoří již součást jeho autostylizace jako Ericha Hanse Oswalda Carl Maria Stroheim von Nordenwald, kterou začal svou hollywoodskou kariéru.

## Filmová kariéra
Od roku 1914 dostával první angažmá ve filmech Davida Warka Griffitha, který jej později zaměstnal také jako asistenta režie. Spolupráce s Griffithem, který patřil mezi nejnovátorštější režiséry své doby a brzy rozpoznal dramatické působení velkých celků, paralelních dějů a časových skoků, jej velmi poznamenala. Jako herec se zaměřil na ztvárňování brutálních německých důstojníků, kteří v bílých rukavičkách a s jezdeckým bičíkem v ruce terorizovali lidi, a učinil z tohoto charakteru svůj příznačný typ.
Film Blind Husbands (1918), který byl vyroben za 50 000 dolarů, se stal jeho režijním debutem a zaznamenal značný komerční úspěch. Další projekty byly sice komerčně úspěšné bez výjimky, ale filmoví bossové vystupovali stále ostřeji vůči režisérovi, který byl zvláště v otázkách výpravy velmi pedantský. Od svého druhého filmu Bláhové ženy (1921) již nemohl dokončit žádnou produkci tak, jak plánoval. Buď byl ještě v průběhu natáčení propuštěn, nebo film stříhal a zkracoval někdo jiný.
Po roztržce s Glorií Swansonovou a Josephem Kennedym při natáčení Queen Kelly (1928/1929) již nemohl režírovat žádný film. Jako herec byl mnohem úspěšnější. Vedle parádních rolí, jako byl hejtman von Rauffenstein ve filmu Velká iluze (1937), polní maršál Rommel z filmu Pět hrobů u Káhiry (1943) nebo jako Ludwig van Beethoven ve filmu Napoléon, jsou to především četné detektivky, z nichž Stroheim zůstává v paměti jako tajemný a vždy nevypočitatelný muž. Naposledy stál jako režisér před kamerou při natáčení filmu Billyho Wildera Sunset Boulevard (1950). Zde hraje bývalého režiséra a sluhu filmové hvězdy, jejíž převoz do blázince inscenuje jako velkou filmovou scénu před blížícími kamerami filmového týdeníku.
Nakonec žil ve Francii, zemřel zde 12. května 1957.

## Vybraná filmografie

### Režisér
- Královna Kelly (ang. Queen Kelly;1929)
- Veselá vdova (ang. The Merry Widow; 1925
- Chamtivost (ang. Greed; 1924)
- Pouťový kolotoč (ang. Merry-Go-Round; 1923)
- Bláhové ženy (ang. Foolish Wives;1922)
- Slepí manželé (ang. Blind Husbands; 1919)

### Herec
- Napoléon (1954)
- Sunset Boulevard (1950)
- Five Graves to Cairo (1943)
- Severní hvězda (1943)
- Velká iluze (1937)
- Chamtivost (1924)
- Duše na prodej (1923)
- Bláhové ženy (1922)
- Slepí manželé (1919)
- Intolerance (1916)

## Citáty
- „Když žijete ve Francii a napsal jste dobrou knihu, namaloval dobrý obraz nebo natočil slušný film před 50 lety a mezitím nic, pořád vás berou jako váženého umělce. Když vás potkají, sejmou klobouk a osloví vás „mistře“. Nezapomínají. V Hollywoodu jste tak vážený, jak dobrý je váš poslední film. Když jste za poslední 3 měsíce nic nezpracoval, nezajímáte je ani když jste svými filmy ovlivnil celou předchozí epochu. Takový egoismus bohužel mezi lidmi od filmu funguje.“
- „Rozdíl mezi mnou a Ernstem Lubitschem je v tom, že on vám nejdřív ukáže jak král sedí na trůnu a potom krále v ložnici. Já ukazuju krále nejdříve v ložnici. Když ho pak vidíte sedět na trůnu, nemáte už o něm žádné iluze.“